# Čehovice, Prostějov
Čehovice là một làng thuộc huyện Prostějov, vùng Olomoucký, Cộng hòa Séc.